# Elija Godwin
Elija Godwin (Covington, 1º luglio 1999) è un velocista statunitense.

## Palmarès
| Anno | Manifestazione  | Sede      | Evento        | Risultato | Prestazione | Note                                     |
| ---- | --------------- | --------- | ------------- | --------- | ----------- | ---------------------------------------- |
| 2018 | Mondiali U20    | Tampere   | 4×400 m       | Argento   | 3'05"26     |                                          |
| 2021 | Giochi olimpici | Tokyo     | 4×400 m mista | Bronzo    | 3'10"22     | [ 1 ]                                    |
| 2022 | Mondiali        | Eugene    | 4×400 m       | Oro       | 2'56"17     | Miglior prestazione mondiale stagionale  |
| 2022 | Mondiali        | Eugene    | 4×400 m mista | Bronzo    | 3'10"16     | Miglior prestazione personale stagionale |
| 2025 | Mondiali indoor | Nanchino  | 4×400 m       | Oro       | 3'03"13     |                                          |
| 2025 | World Relays    | Guangzhou | 4x400 m       | Batteria  | 3'01"23     |                                          |